# كاخاماركا (مدينة)
كاخاماركا هي مدينة من مدن بيرو وهي أكبر مدينة في إقليم كاخاماركا وعاصمتها. يبلغ ارتفاع المدينة عن سطح البحر قرابة 2750 متر. تبلغ مساحتها 392.47 كم².

## المناخ
يظهر الجدول التالي التغييرات المناخية على مدار السنة لكاخاماركا:
| البيانات المناخية لـكاخاماركا                                                          | البيانات المناخية لـكاخاماركا | البيانات المناخية لـكاخاماركا | البيانات المناخية لـكاخاماركا | البيانات المناخية لـكاخاماركا | البيانات المناخية لـكاخاماركا | البيانات المناخية لـكاخاماركا | البيانات المناخية لـكاخاماركا | البيانات المناخية لـكاخاماركا | البيانات المناخية لـكاخاماركا | البيانات المناخية لـكاخاماركا | البيانات المناخية لـكاخاماركا | البيانات المناخية لـكاخاماركا | البيانات المناخية لـكاخاماركا |
| الشهر                                                                                  | يناير                         | فبراير                        | مارس                          | أبريل                         | مايو                          | يونيو                         | يوليو                         | أغسطس                         | سبتمبر                        | أكتوبر                        | نوفمبر                        | ديسمبر                        | المعدل السنوي                 |
| -------------------------------------------------------------------------------------- | ----------------------------- | ----------------------------- | ----------------------------- | ----------------------------- | ----------------------------- | ----------------------------- | ----------------------------- | ----------------------------- | ----------------------------- | ----------------------------- | ----------------------------- | ----------------------------- | ----------------------------- |
| متوسط درجة الحرارة الكبرى °م (°ف)                                                      | 21.5 (70.7)                   | 21.1 (70.0)                   | 20.9 (69.6)                   | 21.3 (70.3)                   | 21.6 (70.9)                   | 21.4 (70.5)                   | 21.4 (70.5)                   | 21.8 (71.2)                   | 21.7 (71.1)                   | 21.6 (70.9)                   | 21.9 (71.4)                   | 22.0 (71.6)                   | 21.5 (70.7)                   |
| متوسط درجة الحرارة الصغرى °م (°ف)                                                      | 6.9 (44.4)                    | 6.7 (44.1)                    | 6.9 (44.4)                    | 6.2 (43.2)                    | 4.5 (40.1)                    | 3.4 (38.1)                    | 3.1 (37.6)                    | 3.6 (38.5)                    | 5 (41)                        | 6.2 (43.2)                    | 5.7 (42.3)                    | 5.9 (42.6)                    | 5.3 (41.6)                    |
| معدل هطول الأمطار مم (إنش)                                                             | 83.9 (3.30)                   | 96.4 (3.80)                   | 110.3 (4.34)                  | 80.3 (3.16)                   | 34.6 (1.36)                   | 7 (0.3)                       | 6.3 (0.25)                    | 11.3 (0.44)                   | 32.8 (1.29)                   | 81.9 (3.22)                   | 73.2 (2.88)                   | 72.6 (2.86)                   | 690.6 (27.2)                  |
| متوسط أيام هطول الأمطار (≥ 0.1 mm)                                                     | 13                            | 17                            | 17                            | 14                            | 9                             | 4                             | 2                             | 2                             | 9                             | 9                             | 8                             | 11                            | 115                           |
| متوسط الرطوبة النسبية (%)                                                              | 67                            | 67                            | 72                            | 69                            | 64                            | 58                            | 55                            | 55                            | 57                            | 64                            | 64                            | 64                            | 63                            |
| المصدر #1: المنظمة العالمية للأرصاد الجوية                                             |                               |                               |                               |                               |                               |                               |                               |                               |                               |                               |                               |                               |                               |
| المصدر #2: Danish Meteorological Institute (precipitation days and humidity 1931–1960) |                               |                               |                               |                               |                               |                               |                               |                               |                               |                               |                               |                               |                               |

## توأمة
لكاخاماركا (مدينة) اتفاقيات توأمة مع كل من:
- Treptow-Köpenick [الإنجليزية]‏
- هواراس
- سبوليتو

## أعلام
- أتاوالبا
- ميغيل إيغليسياس
- بارتولومي رويز
- كارلوس كاستانيدا
- رافاييل هويوس روبيو